# Рекурсивные острова и озёра
Рекурсивные острова и озёра — это острова или озёра, которые находятся внутри других островов или озёр. Для определения рекурсии такие небольшие континентальные массивы суши, как Мадагаскар и Новая Зеландия, считаются островами, в то время как большие континентальные массивы суши — нет. Острова, найденные в озёрах в этих странах, обычно являются рекурсивными островами, потому что само озеро уже расположено на острове.

## Рекурсивные острова

### Острова в озёрах

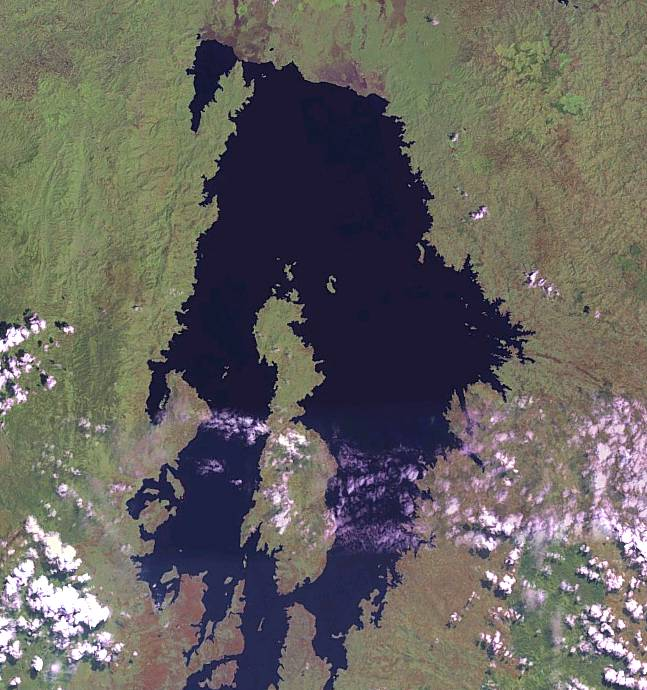
Остров Иджви, в центрально-южной части озера Киву.

Приведено несколько примечательных примеров, в том числе один на спутнике Сатурна Титане.
| Остров               | В озере                   | Страна    | Площадь (км2) | Координаты                                          | Примечания |
| -------------------- | ------------------------- | --------- | ------------- | --------------------------------------------------- | --- |
| Остров Манитулин     | Озеро Гурон               | Канада    | 2,766         | 45°39′08″ с. ш. 82°06′32″ з. д.                     | Самый большой озёрный остров в мире. |
| Остров Рене-Левассёр | Водохранилище Маникуаган  | Канада    | 2,020         | 51°23′50″ с. ш. 68°41′30″ з. д.                     | Остров является искусственным, так как озеро, в котором он находится, было создано путем затопления меньшего озера из-за создания плотины Даниел-Джонсона. |
| Остров Саямингинсало | Озеро Сайма               | Финляндия | 1,090         | 61°58′58″ с. ш. 29°04′53″ в. д.                     | Если считать Саямингинсало островом, так как он отделен с одной стороны искусственным каналом (канал Райкуу). |
| Остров Ольхон        | Озеро Байкал              | Россия    | 730           | 53°09′24″ с. ш. 107°23′01″ в. д.                    | Самый большой озёрный остров в России. |
| Остров Айл-Ройал     | Озеро Верхнее             | США       | 535           | 48°00′ с. ш. 88°55′ з. д.                           | |
| Остров Укереве       | Озеро Виктория            | Танзания  | 530           | 2°01′46″ ю. ш. 33°00′36″ в. д.                      | |
| Остров Сент-Джозефа  | Озеро Гурон               | Канада    | 365           | 46°13′11″ с. ш. 83°56′47″ з. д.                     | |
| Остров Драммонд      | Озеро Гурон               | США       | 347           | 46°00′ с. ш. 83°40′ з. д.                           | |
| Остров Иджви         | Озеро Киву                | ДР Конго  | 340           | 2°09′58″ ю. ш. 29°03′21″ в. д.                      | |
| Остров Котасаари     | Озеро Каллавеси           | Финляндия | 285           | 62°52′52″ с. ш. 28°00′23″ в. д.                     | Если считать Котасаари островом, так как он отделен с одной стороны искусственным каналом (канал Суммы). |
| Остров Ометепе       | Озеро Никарагуа           | Никарагуа | 276           | 11°30′ с. ш. 85°35′ з. д.                           | Состоит из двух соединенных вулканических островов. |
| Остров Сапатера      | Озеро Никарагуа           | Никарагуа | 54            | 11°43′48″ с. ш. 85°49′12″ з. д.                     | |
| Большой остров       | Большое Невольничье озеро | Канада    | ~200          | 61°07′45″ с. ш. 116°45′24″ з. д.                    | |
| Остров Мерсер        | Озеро Вашингтон           | США       | 33.4          | 47°34′39″ с. ш. 122°12′43″ з. д.                    | Пересекается мемориальным мостом Лейси В. Мерроу, вторым по длине плавучим мостом в мире. |
| Колдовской остров    | Озеро Крейтер             | США       | 1.3           | 42°56′19″ с. ш. 122°08′44″ з. д.                    | Само озеро Крейтер (от англ. Crater Lake — Кратерное Озеро) представляет собой кальдеру, образованную извержением горы Мазама; серия более мелких извержений позже образовала шлаковые конусы на дне кальдеры, из которых Колдовской остров является самым высоким и единственным, который сейчас виден над поверхностью озера. |
| Безымянный остров    | Озеро Орба Ко             | Китай     |               |                                                     | В этом озере находятся самые высокие острова в мире. Есть ещё три острова почти одинакового размера. |
| Остров Майда         | Море Кракена              | Титан     | 13,500        | 79°06′ с. ш. 47°48′ в. д. / 79,1° с. ш. 47,8° в. д. | Первый остров, обнаруженный на другой планете. |

### Острова в озёрах на островах

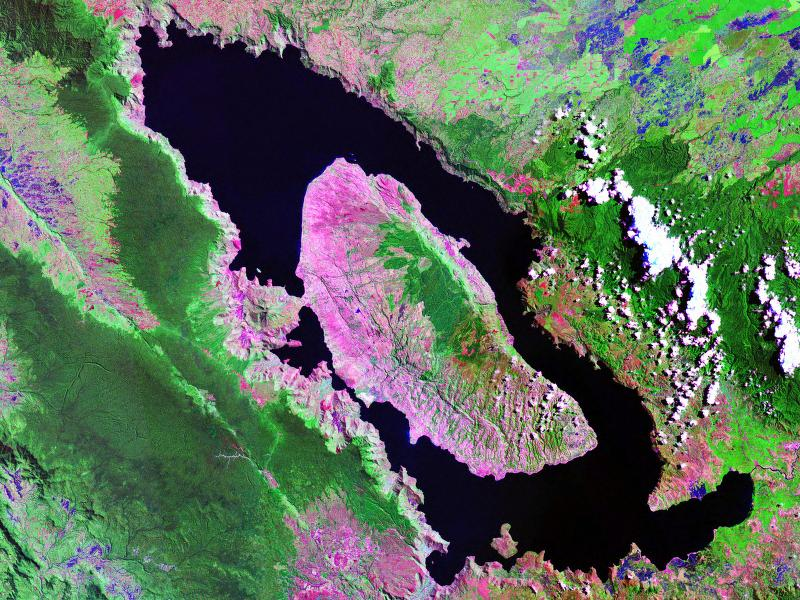
Самосир находится посреди озера Тоба.

Только на островах в Финляндии насчитывается около 1000 островов в озерах.
| Остров             | В озере            | На острове            | Страна                   | Площадь (км2) | Координаты                       | Примечания |
| ------------------ | ------------------ | --------------------- | ------------------------ | ------------- | -------------------------------- | --- |
| Остров Самосир     | Озеро Тоба         | Остров Суматра        | Индонезия                | 630           | 2°35′ с. ш. 98°49′ в. д.         | Самый большой остров в озере на острове. Искусственно создан, в результате рытья канала.                        |
| Остров Гаттер      | Озеро Хейзен       | Остров Элсмир         | Канада                   | 0.2           | 81°55′05″ с. ш. 69°05′35″ з. д.  | |
| Остров Гловер      | Озеро Гранд-Лейк   | Остров Ньюфаундленд   | Канада                   | 178           | 48°46′52″ с. ш. 57°41′54″ з. д.  | Самый большой естественный остров в озере на острове.                                                           |
| Остров Тааль       | Озеро Тааль        | Остров Лусон          | Филиппины                | 26.1          | 14°00′44″ с. ш. 120°59′07″ в. д. | |
| Остров Мотутайко   | Озеро Таупо        | Остров Северный       | Новая Зеландия           | 0.11          | 38°51′17″ ю. ш. 175°56′36″ в. д. | |
| Остров Моу Вахо    | Озеро Уанака       | Остров Южный          | Новая Зеландия           | 1.2           | 44°33′10″ ю. ш. 169°04′50″ в. д. | |
| Остров Помона      | Озеро Манапоури    | Остров Южный          | Новая Зеландия           | 2.6           | 45°30′30″ ю. ш. 167°28′30″ в. д. | |
| Безымянный остров  | Западное озеро     | Остров Браунси        | Великобритания           | 0.0008        | 50°41′34″ с. ш. 1°58′21″ з. д.   | |
| Остров Бель-Айл    | Озеро Уиндермир    | Остров Великобритания | Великобритания           | 0.17          | 54°21′43″ с. ш. 2°56′04″ з. д.   | |
| Остров Сторгриннан | Озеро Вандефьорден | Остров Аланд          | Финляндия                | 0.12          | 60°17′46″ с. ш. 19°55′12″ в. д.  | |
| Безымянный остров  | Сенанаяка Самудра  | Остров Шри-Ланка      | Шри-Ланка                | 0.02          | 7°12′00″ с. ш. 81°31′10″ в. д.   | |
| Остров Дерриварраг | Озеро Лох-Ней      | Ирландия              | Великобритания           | 0.56          | 54°30′57″ с. ш. 6°34′11″ з. д.   | |
| Остров Св. Марии   | Большое озеро      | Остров Млет           | Хорватия                 | 0.017         | 42°46′08″ с. ш. 17°21′37″ в. д.  | |
| Остров Тикубусима  | Озеро Бива         | Остров Хонсю          | Япония                   | 0.14          | 35°25′20″ с. ш. 136°08′37″ в. д. | |
| Остров Такэсима    | Озеро Бива         | Остров Хонсю          | Япония                   | 0.6           | 35°17′47″ с. ш. 136°10′41″ в. д. | |
| Остров Окисима     | Озеро Бива         | Остров Хонсю          | Япония                   | 1.51          | 35°12′28″ с. ш. 136°03′58″ в. д. | Самый большой из трёх островов, расположенных в пределах озера Бива, которое является крупнейшим озером Японии. |
| Остров Накадзима   | Озеро Куттяро      | Остров Хоккайдо       | Япония                   | 5.81          | 43°37′56″ с. ш. 144°18′20″ в. д. | Самый большой рекурсивный остров в Японии.                                                                      |
| Остров Накадзима   | Озеро Тоя          | Остров Хоккайдо       | Япония                   | 4.84          | 42°36′07″ с. ш. 140°51′11″ в. д. | |
| Такэсима           | Озеро Бива         | Остров Хонсю          | Япония                   | 0.6           | 35°17′47″ с. ш. 136°10′41″ в. д. | |
| Окинадзима         | Озеро Инавасиро    | Остров Хонсю          | Япония                   | 0.07          | 37°30′33″ с. ш. 140°02′15″ в. д. | |
| Остров Лоэха       | Озеро Товути       | Остров Сулавеси       | Индонезия                | 12.5          | 2°46′22″ ю. ш. 121°32′51″ в. д.  | |
| Остров Лалудао     | Озеро Жиюэтань     | Наньтоу               | Тайвань                  | 0.882         | 23°51′20″ с. ш. 120°54′40″ в. д. | |
| Остров Юфэй        | Озеро Цинцао       | Синьчжу               | Тайвань                  | 0.00425       | 24°46′29″ с. ш. 120°58′18″ в. д. | |
| Безымянный остров  | Озеро Касегалик    | Остров Флаэрти        | Канада                   |               |                                  | В этом озере есть ещё несколько островов.                                                                       |
| Остров Кабритос    | Озеро Энрикильо    | Остров Гаити          | Доминиканская Республика | 16.67         | 18°29′21″ с. ш. 71°40′55″ з. д.  | |
| Безымянный остров  | Безымянное озеро   | Остров Катба          | Вьетнам                  | 0.0005        | 20°46′54″ с. ш. 107°05′30″ в. д. | Есть ещё один остров, поменьше, к югу от этого.                                                                 |
| Безымянный остров  | Озеро Бландон      | Остров Исландия       | Исландия                 |               |                                  | В этом озере есть ещё девять островов, но все они значительно меньше этого.                                     |

### Острова в озёрах на островах в озёрах
| Остров              | В озере              | На острове             | В озере                   | Страна    | Площадь (км2) | Координаты                       | Примечания |
| ------------------- | -------------------- | ---------------------- | ------------------------- | --------- | ------------- | -------------------------------- | --- |
| Остров Коккосаари   | Озеро Коккохаута     | Остров Саамингинсало   | Озеро Сайма               | Финляндия | 0.88          | 61°59′20″ с. ш. 29°12′55″ в. д.  | Саамингинсало считается островом, так как с одной стороны он отделен искусственным каналом (канал Райкуу). Считается, что это самый большой в мире остров в озере на острове в озере. Другой остров, Суурсаари (62°05′28″ с. ш. 28°59′28″ в. д.) в Ханхиярви, также расположен на Саамингинсало и примерно в два раза меньше, чем Коккосаари. |
| Безымянный остров   | Озеро Чауной         | Остров Рене-Левассёр   | Водохранилище Маникуаган  | Канада    | 0.44          | 51°33′05″ с. ш. 68°49′08″ з. д.  | Остров Рене-Левассёр — это искусственный остров, образовавшийся в результате затопления водохранилища Маникуаган в 1970 году. В озере Чауной также есть более 10 других небольших островов, самый крупный из которых составляет менее одной десятой размера того, который указан здесь.                                                       |
| Остров Сокровищ     | Озеро Миндемойя      | Остров Манитулин       | Озеро Гурон               | Канада    | 0.4           | 45°45′50″ с. ш. 82°10′41″ з. д.  | Самый большой природный остров в озере на острове в озере. |
| Остров Какавайе     | Озеро Кагавонг       | Остров Манитулин       | Озеро Гурон               | Канада    | 0.24          | 45°48′45″ с. ш. 82°18′22″ з. д.  | |
| Остров Райан        | Озеро Сискивит       | Остров Айл-Ройал       | Озеро Верхнее             | США       | 0.141         | 48°00′36″ с. ш. 88°46′15″ з. д.  | Самый большой остров в самом большом озере на самом большом острове в самом большом озере в мире (Озеро Верхнее). |
| Безымянный остров   | Второе озеро         | Остров Драммонд        | Озеро Гурон               | США       | 0.044         | 46°03′02″ с. ш. 83°35′55″ з. д.  | |
| Безымянный остров   | Озеро Маккейси       | Остров Чемберс         | Озеро Мичиган             | США       | 0.009         | 45°11′41″ с. ш. 87°20′43″ з. д.  | |
| Безымянный остров   | Озеро Фрит           | Остров Кельвина        | Озеро Нипигон             | Канада    | 0.0013        | 49°52′29″ с. ш. 88°40′53″ з. д.  | |
| Остров Пиироонсаари | Озеро Саравеси       | Остров Котасаари       | Озеро Каллавеси           | Финляндия | 0.22          | 62°50′41″ с. ш. 28°04′36″ в. д.  | Котасаари считается островом, так как с одной стороны он отделен искусственным каналом (канал Суммы). |
| Остров Суурисаари   | Озеро Оининки        | Остров Эйцаари         | Озеро Сайма               | Финляндия | 0.14          | 61°18′57″ с. ш. 28°38′01″ в. д.  | |
| Остров Уконсаари    | Озеро Кулькемус      | Остров Парталансаари   | Озеро Пихлаявеси          | Финляндия | 0.12          | 61°40′09″ с. ш. 28°23′43″ в. д.  | |
| Безымянный остров   | Озеро Канси          | Остров Рене-Левассёр   | Водохранилище Маникуаган  | Канада    | 0.011         | 51°33′21″ с. ш. 68°50′52″ з. д.  | |
| Безымянный остров   | Озеро Пигамон        | Остров Илот Уолкотт    | Озеро Мистассини          | Канада    | 0.0002        | 51°07′18″ с. ш. 73°21′34″ з. д.  | |
| Безымянный остров   | Безымянное озеро     | Остров Уилсона         | Большое Невольничье озеро | Канада    | 0.011         | 61°50′07″ с. ш. 112°46′57″ з. д. | |
| Остров Рааскасаари  | Озеро Киллионъярви   | Остров Вильякансаари   | Озеро Сайма               | Финляндия | 0.05          | 61°33′53″ с. ш. 28°22′56″ в. д.  | |
| Безымянный остров   | Безымянное озеро     | Остров Колландсё       | Озеро Венерн              | Швеция    | 0.0027        | 58°41′52″ с. ш. 13°11′18″ в. д.  | В озере есть второй остров, почти такого же размера. |
| Остров Озехольмен   | Озеро Осьен          | Остров Аммерун         | Озеро Ревсундссьен        | Швеция    | 0.008         | 62°51′57″ с. ш. 15°10′23″ в. д.  | |
| Безмыянный остров   | Безымянное озеро     | Озеро Тиннельсе        | Озеро Меларен             | Швеция    | 0.0005        | 59°25′01″ с. ш. 17°04′44″ в. д.  | |
| Безымянный остров   | Безымянное озеро     | Безымянный остров      | Озеро Ковдозеро           | Россия    | 0.0162        | 66°45′23″ с. ш. 31°58′37″ в. д.  | |
| Безымянный остров   | Безымянное озеро     | Остров Шаганаппи       | Озеро Вулластон           | Канада    | 0.0066        | 58°22′22″ с. ш. 102°57′51″ з. д. | |
| Безымянный остров   | Озеро Колдер         | Остров Малкольма       | Оленье озеро              | Канада    | 0.0154        | 56°58′24″ с. ш. 102°08′01″ з. д. | |
| Безымянный остров   | Безымянное озеро     | Остров Испатинов       | Озеро Кри                 | Канада    | 0.00019       | 57°27′40″ с. ш. 106°40′47″ з. д. | |
| Безымянный остров   | Безымянное озеро     | Остров Бланше          | Большое Невольничье озеро | Канада    | 0.01          | 61°59′40″ с. ш. 112°30′56″ з. д. | Есть ещё несколько небольших островов в этом озере. |
| Безымянный остров   | Озеро Вануйен        | Остров Шекспира        | Озеро Нипигон             | Канада    | 0.0182        | 49°39′36″ с. ш. 88°24′10″ з. д.  | В этом озере есть второй, более маленький остров. |
| Безымянный остров   | Озеро Маргарет Лейк  | Лосиный остров         | Озеро Годс                | Канада    | 0.00095       | 54°39′32″ с. ш. 94°10′44″ з. д.  | Есть ещё несколько небольших островов в этом озере. |
| Безымянный остров   | Безымянное озеро     | Остров Иль Гийом Кутюр | Озеро Мистассини          | Канада    | 0.0017        | 50°55′01″ с. ш. 73°37′32″ з. д.  | |
| Безымянный остров   | Безымянное озеро     | Остров Иль Чапахипане  | Озеро Мистассини          | Канада    | 0.00125       | 51°04′34″ с. ш. 73°25′25″ з. д.  | |
| Безымянный остров   | Безымянное озеро     | Остров Пирогов         | Озеро Мистассини          | Канада    | 0.0086        | 48°13′58″ с. ш. 89°03′26″ з. д.  | В этом озере есть два острова одинакового размера. |
| Безымянный остров   | Озеро Мьюир          | Остров Святого Игнация | Озеро Верхнее             | Канада    | 0.00325       | 48°48′28″ с. ш. 88°02′03″ з. д.  | |
| Безымянный остров   | Пантовое озеро       | Остров Святого Игнация | Озеро Верхнее             | Канада    | 0.0041        | 48°48′59″ с. ш. 88°00′05″ з. д.  | В этом озере есть два острова одинакового размера. |
| Безымянный остров   | Озеро Уильямсон-Лейк | Остров Святого Игнация | Озеро Верхнее             | Канада    | 0.00425       | 48°48′04″ с. ш. 88°01′39″ з. д.  | |
| Безымянный остров   | Озеро Молински       | Остров Симпсона        | Озеро Верхнее             | Канада    | 0.01          | 48°49′13″ с. ш. 87°42′51″ з. д.  | |
| Безымянный остров   | Озеро Карибу         | Остров Симпсона        | Озеро Верхнее             | Канада    | 0.00465       | 48°45′51″ с. ш. 87°39′33″ з. д.  | |
| Безымянный остров   | Озеро Вероника Лейк  | Сланцевые острова      | Озеро Верхнее             | Канада    | 0.0065        | 48°39′28″ с. ш. 86°59′23″ з. д.  | |
| Безымянный остров   | Озеро Мичи           | Остров Мичипикотен     | Озеро Верхнее             | Канада    | 0.0037        | 47°44′28″ с. ш. 85°54′29″ з. д.  | Всего в этом озере есть 3 острова. |
| Безымянный остров   | Озеро Чаннел         | Остров Мичипикотен     | Озеро Верхнее             | Канада    | 0.0084        | 47°43′50″ с. ш. 85°48′00″ з. д.  | К западу от этого острова есть ещё более маленький. |
| Безымянный остров   | Безымянное озеро     | Безымянный остров      | Книлингер-Зе              | Германия  | 0.0003        | 49°01′52″ с. ш. 8°18′34″ в. д.   | |
| Безымянный остров   | Безымянное озеро     | Колдовской остров      | Озеро Крейтер             | США       |               |                                  | |
| Безымянный остров   | Озеро Лак-Сивик      | Остров Бронсон         | Водохранилище Кабонга     | Канада    |               |                                  | В Кабонге есть и другие острова в озёрах на островах в озёрах. |

### Острова в озёрах на островах в озёрах на островах
| Остров            | В озере                                              | На острове           | В озере                | На острове             | Страна         | Площадь (м2) | Координаты                       | Примечания |
| ----------------- | ---------------------------------------------------- | -------------------- | ---------------------- | ---------------------- | -------------- | ------------ | -------------------------------- | --- |
| Безымянный остров | Безымянное озеро                                     | Безымянный остров    | Озеро Неттиллинг       | Остров Баффинова Земля | Канада         | 40,000       | 66°41′15″ с. ш. 70°28′48″ з. д.  | На острове "2-го уровня" в озере Неттлинг есть еще несколько островов в озерах.                                   |
| Безымянный остров | Безымянное озеро                                     | Безымянный остров    | Безымянное озеро       | Остров Виктория        | Канада         | 16,000       | 69°47′32″ с. ш. 108°14′26″ з. д. | Иногда упоминаемое название «Остров Зарождения» не является официальным.                                          |
| Безымянный остров | Озеро Аек Натонанг (Местное название озеро Сидихони) | Остров Самосир       | Озеро Тоба             | Остров Суматра         | Индонезия      | 13,125       | 2°33′52″ с. ш. 98°53′00″ в. д.   | Всего есть два острова, самый большой из которых имеет размер 175 м на 75 м.                                      |
| Безымянный остров | Безымянное озеро                                     | Остров Гловер        | Озеро Гранд-Лейк       | Остров Ньюфаундленд    | Канада         | 7,500        | 48°47′48″ с. ш. 57°39′28″ з. д.  | В озере есть и несколько (по крайней мере, семь) других островков, меньшего размера.                              |
| Безымянный остров | Безымянное озеро                                     | Остров Гловер        | Озеро Гранд-Лейк       | Остров Ньюфаундленд    | Канада         | 2,300        | 48°43′08″ с. ш. 57°46′23″ з. д.  | В озере в 11 км к юго-западу от этого, находится более крупный остров. В озере этого острова нет других островов. |
| Безымянный остров | Безымянное озеро                                     | Безымянный остров    | Водохранилище Меелпаег | Остров Ньюфаундленд    | Канада         | 100          | 48°18′44″ с. ш. 56°30′48″ з. д.  | В том же озере есть ещё 3 небольших острова.                                                                      |
| Безымянный остров | Бассейн Аретузы                                      | Остров Моу Вахо      | Озеро Уанака           | Остров Южный           | Новая Зеландия | 225          | 44°33′15″ ю. ш. 169°05′03″ в. д. | В этом озере есть два острова, оба менее 25 м в ширину.                                                           |
| Безымянный остров | Безымянное озеро                                     | Остров Эйлин Сабхайн | Озеро Лох-Мари         | Остров Великобритания  | Великобритания | 225          | 57°41′24″ с. ш. 5°29′09″ з. д.   | Всего два островка, каждый из которых имеет размер 15 на 15 метров.                                               |
| Безымянный остров | Безымянное озеро                                     | Безымянный остров    | Озеро Курьет           | Остров Банкс           | Канада         | ~100         | 53°21′07″ с. ш. 129°59′30″ з. д. | Есть ещё несколько небольших островков, самый большой из которых имеет всего 10 м в ширину.                       |
| Безымянный остров | Безымянное озеро                                     | Остров Самосир       | Озеро Тоба             | Остров Суматра         | Индонезия      | 400          | 2°38′11″ с. ш. 98°50′14″ в. д.   | |
| Безымянный остров | Безымянное озеро                                     | Безымянный остров    | Юбилейное озеро        | Остров Ньюфаундленд    | Канада         | 20           | 48°03′50″ с. ш. 55°10′24″ з. д.  | Есть ещё несколько небольших островков, самый большой из которых около имеет 5 м в ширину.                        |
| Безымянный остров | Безымянное озеро                                     | Остров Кайо-Пахара   | Озеро Лагуна-де-Лече   | Остров Куба            | Куба           | 832          | 22°13′31″ с. ш. 78°40′02″ з. д.  | В озере есть ещё несколько островков, площадь которых составляет примерно половину площади указанного островка.   |

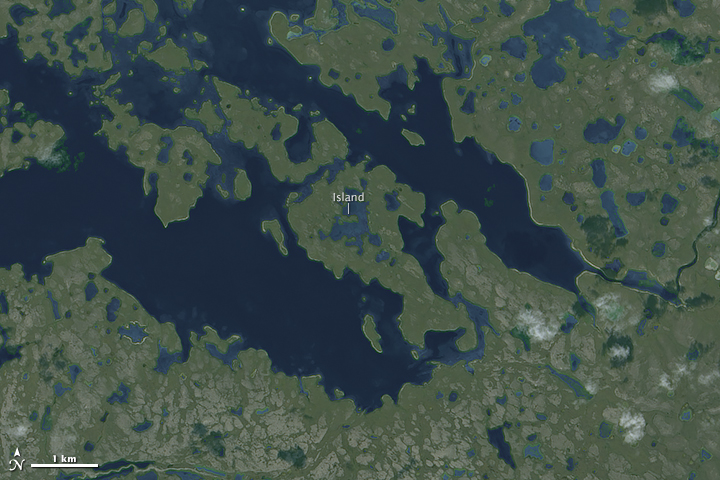
Безымянный остров в пределах острова Виктория в Нунавуте в Канаде

До 2020 года  Вулкан Пойнт был островом, который находился в Озере Главного кратера на вулканическом острове Тааль в озере Тааль на острове Лусон на Филиппинах. Главное озеро кратера испарилось во время Извержения вулкана Тааль в 2020 году, но вода в озере Тааль вернулась, и появился новый остров. Остров Вулкан Пойнт превратился в полуостров.

### Острова в озёрах на островах в озёрах на островах в озёрах
Известно, что только в одном озере есть такие острова
| Остров            | В озере          | На острове        | В озере          | На острове        | В озере       | Страна | Площадь (км2) | Координаты                      | Примечания |
| ----------------- | ---------------- | ----------------- | ---------------- | ----------------- | ------------- | ------ | ------------- | ------------------------------- | ---------- |
| Безымянный остров | Безымянное озеро | Безымянный остров | Безымянное озеро | Безымянный остров | Озеро Яткайед | Канада |               | 62°39′04″ с. ш. 97°47′14″ з. д. | [ 16 ]     |

Утверждалось, что Лосиный Валун существует в сезонном пруду Мус-Флэтс на острове Райан в озере Сискивит на острове Айл-Ройал на Верхнем озере в США. В 2020 году экспедиция на остров обнаружила, что это была мистификация, как, по-видимому, и сам сезонный пруд.

## Рекурсивные озёра

### Озёра на островах

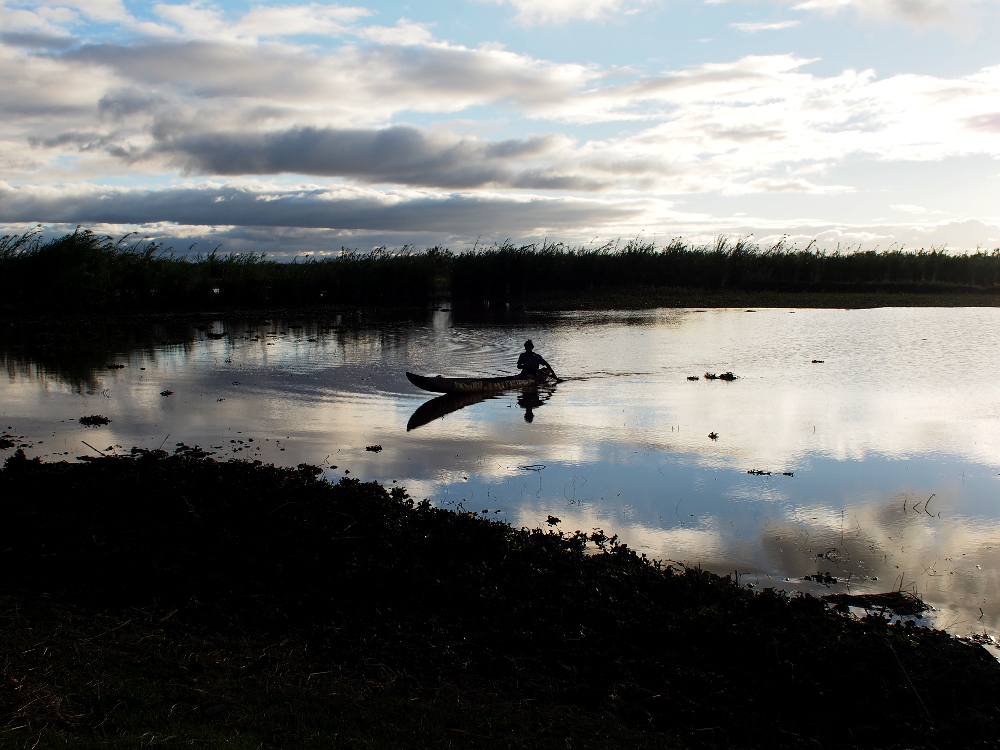
Район Озера Алаутра, Мадагаскар.

Перечислены лишь несколько примечательных примеров.
| Озеро                | На острове             | Страна         | Площадь (км2) | Координаты                       | Примечания                        |
| -------------------- | ---------------------- | -------------- | ------------- | -------------------------------- | --------------------------------- |
| Озеро Неттиллинг     | Остров Баффинова Земля | Канада         | 5542          | 66°29′ с. ш. 70°20′ з. д.        |                                   |
| Озеро Алаутра        | Остров Мадагаскар      | Мадагаскар     | 900           | 17°30′ ю. ш. 48°30′ в. д.        |                                   |
| Озеро Лагуна-де-Лече | Остров Куба            | Куба           | 67.2          | 22°12′33″ с. ш. 78°37′17″ з. д.  |                                   |
| Озеро Лох-Ней        | Остров Ирландия        | Великобритания | 392           | 54°37′06″ с. ш. 6°23′43″ з. д.   |                                   |
| Озеро Лох-Корриб     | Ирландия               | Ирландия       | 176           | 53°26′ с. ш. 9°14′ з. д.         |                                   |
| Озеро Лох-Ломонд     | Остров Великобритания  | Великобритания | 71            | 56°05′ с. ш. 4°34′ з. д.         |                                   |
| Озеро Кавагути       | Остров                 | Япония         | 6.13          | 35°30′56″ с. ш. 138°45′36″ в. д. | Самое большое из пяти озёр Фудзи. |
| Озеро Тингвадлаватн  | Остров Исландия        | Исландия       | 84            | 64°11′ с. ш. 21°09′ з. д.        |                                   |
| Озеро Таупо          | Остров Северный        | Новая Зеландия | 616           | 38°48′25″ ю. ш. 175°54′28″ в. д. |                                   |
| Озеро Уакатипу       | Остров Южный           | Новая Зеландия | 289           | 45°03′ ю. ш. 168°30′ в. д.       |                                   |
| Озеро Бива           | Остров Хонсю           | Япония         | 670           | 35°20′ с. ш. 136°10′ в. д.       | Самое большое озеро в Японии.     |
| Озеро Тоба           | Остров Суматра         | Индонезия      | 1130          | 2°40′48″ с. ш. 98°52′48″ в. д.   |                                   |
| Озеро Ранау          | Остров Суматра         | Индонезия      | 126           | 4°51′45″ ю. ш. 103°55′50″ в. д.  |                                   |
| Озеро Сингкарак      | Остров Суматра         | Индонезия      | 108           | 0°37′12″ ю. ш. 100°32′24″ в. д.  |                                   |
| Озеро Товути         | Остров Сулавеси        | Индонезия      | 561           | 2°45′ ю. ш. 121°30′ в. д.        |                                   |
| Озеро Посо           | Остров Сулавеси        | Индонезия      | 323           | 1°55′28″ ю. ш. 120°37′00″ в. д.  |                                   |
| Озеро Матана         | Остров Сулавеси        | Индонезия      | 164           | 2°29′07″ ю. ш. 121°20′00″ в. д.  |                                   |

### Озёра на островах в озёрах

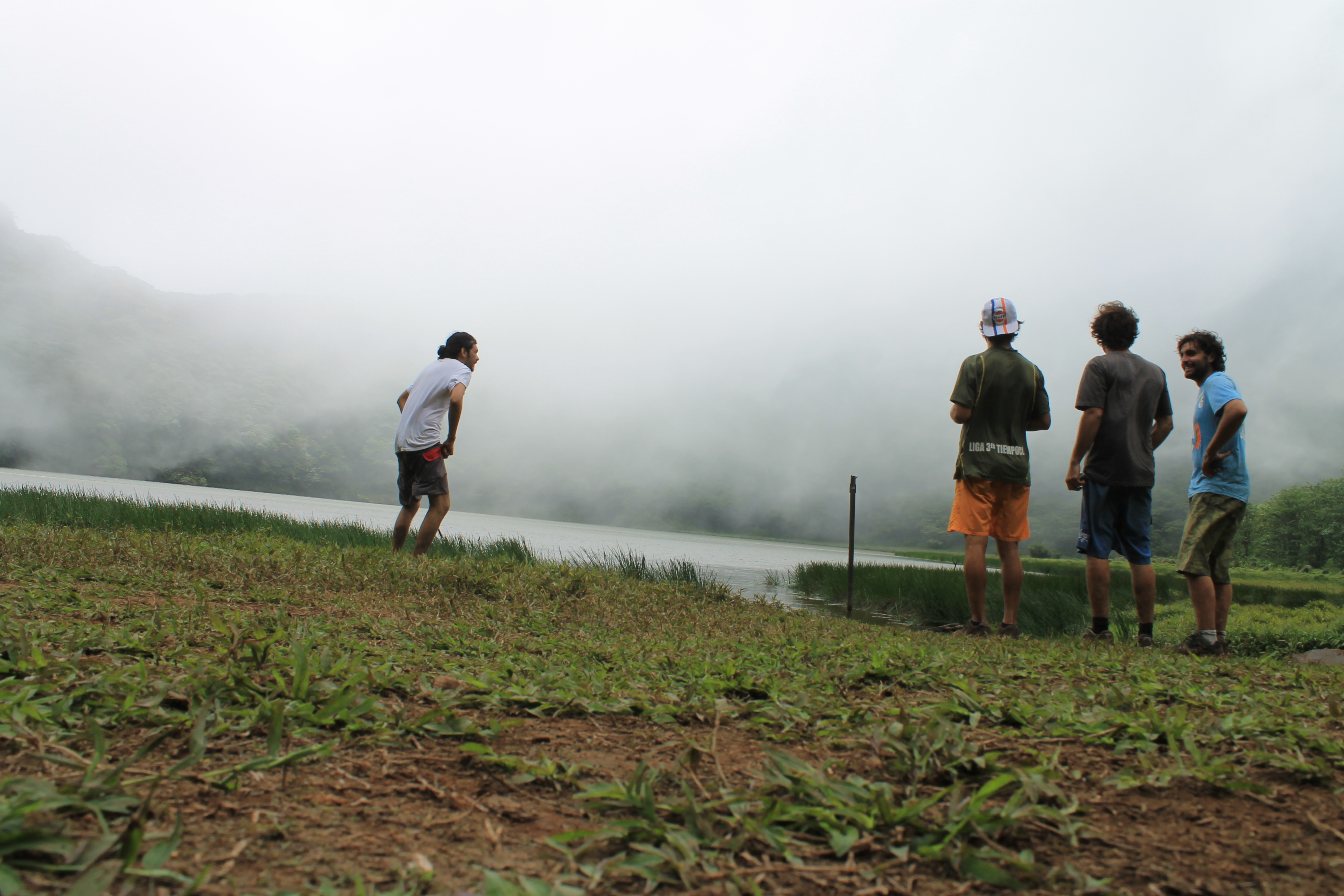
Туристы на Лагуна дель Вулкан Мадерас на Острове Ометепе в Озере Никарагуа.

| Озеро                            | На острове           | В озере             | Страна    | Площадь (км2) | Координаты                       | Примечания |
| -------------------------------- | -------------------- | ------------------- | --------- | ------------- | -------------------------------- | --- |
| Озеро Маниту                     | Остров Манитулин     | Озеро Гурон         | Канада    | 106           | 45°46′42″ с. ш. 81°59′30″ з. д.  | |
| Озеро Иля-Энонвеси               | Остров Саамингинсало | Озеро Сайма         | Финляндия | 12            | 62°03′07″ с. ш. 29°00′12″ в. д.  | Если считать Саямингинсало островом, так как он отделен с одной стороны искусственным каналом (канал Райкуу). Включает озеро Саариярви, которое образует его южную часть. |
| Озеро Кулькемус                  | Остров Парталансаари | Озеро Сайма         | Финляндия | 5.8           | 61°40′43″ с. ш. 28°24′13″ в. д.  | |
| Озеро Сааджуу-Паловеси           | Остров Парталансаари | Озеро Сайма         | Финляндия | 4.1           | 61°41′55″ с. ш. 28°19′34″ в. д.  | |
| Озеро Саравеси                   | Остров Котасаари     | Озеро Каллавеси     | Финляндия | 4.1           | 62°50′49″ с. ш. 28°04′52″ в. д.  | Котасаари считается островом, так как с одной стороны он отделен искусственным каналом (канал Суммы).                                                                     |
| Озеро Оининки                    | Остров Эйцаари       | Озеро Сайма         | Финляндия | 2.6           | 61°18′52″ с. ш. 28°38′21″ в. д.  | |
| Озеро Малосеньярви               | Остров Вильякансаари | Озеро Сайма         | Финляндия | 1.4           | 61°31′58″ с. ш. 28°16′11″ в. д.  | |
| Озеро Валкиаярви                 | Остров Хуриссало     | Озеро Сайма         | Финляндия | 1.4           | 61°30′27″ с. ш. 27°49′29″ в. д.  | |
| Озеро Руокоярви                  | Остров Парталансаари | Озеро Сайма         | Финляндия | 1.3           | 61°38′01″ с. ш. 28°23′39″ в. д.  | |
| Озеро Нартеярви                  | Остров Вильякансаари | Озеро Сайма         | Финляндия | 1.2           | 61°34′31″ с. ш. 28°31′08″ в. д.  | |
| Озеро Киллионъярви               | Остров Вильякансаари | Озеро Сайма         | Финляндия | 1.1           | 61°33′47″ с. ш. 28°22′59″ в. д.  | |
| Озеро Лапинъярви                 | Остров Хуриссало     | Озеро Сайма         | Финляндия | 1.1           | 61°29′33″ с. ш. 27°48′30″ в. д.  | |
| Озеро Шара-Нур                   | Остров Ольхон        | Озеро Байкал        | Россия    |               | 53°06′18″ с. ш. 107°15′16″ в. д. | |
| Озеро Сискивит                   | Остров Айл-Ройал     | Озеро Верхнее       | США       | 16.8          | 48°00′05″ с. ш. 088°47′50″ з. д. | |
| Озеро Десор                      | Остров Айл-Ройал     | Озеро Верхнее       | США       |               | 47°58′36″ с. ш. 88°59′13″ з. д.  | |
| Озеро Ричи                       | Остров Айл-Ройал     | Озеро Верхнее       | США       |               | 48°02′38″ с. ш. 88°41′43″ з. д.  | |
| Озеро Миндемойя                  | Остров Манитулин     | Озеро Гурон         | Канада    |               | 45°45′43″ с. ш. 82°12′32″ з. д.  | |
| Озеро Кагавонг                   | Остров Манитулин     | Озеро Гурон         | Канада    |               | 45°50′00″ с. ш. 82°18′36″ з. д.  | |
| Озеро Маленькое                  | Остров Вашингтон     | Озеро Мичиган       | США       | 0.17          | 45°24′36″ с. ш. 86°56′29″ з. д.  | |
| Озеро Виндиго                    | Остров Звездный      | Озеро Касс Лейк     | США       | 0.8           | 47°25′07″ с. ш. 94°34′13″ з. д.  | |
| Озеро Лисья лагуна               | Остров Пели          | Озеро Эри           | Канада    | 0.02          | 41°43′57″ с. ш. 82°40′18″ з. д.  | |
| Озеро Генри                      | Остров Пели          | Озеро Эри           | Канада    | 0.345         | 41°49′32″ с. ш. 82°38′20″ з. д.  | |
| Озеро Лагуна дель Вулкан Мадерас | Остров Ометепе       | Озеро Никарагуа     | Никарагуа | 0.034         | 11°26′42″ с. ш. 85°30′38″ з. д.  | |
| Озеро Лагуна де Сапатера         | Остров Сапатера      | Озеро Никарагуа     | Никарагуа | 0.19          | 11°45′59″ с. ш. 85°51′25″ з. д.  | |
| Озеро Антониевское               | Остров Валаам        | Озеро Ладожское     | Россия    | 0.028         | 61°23′18″ с. ш. 30°59′48″ в. д.  | |
| Озеро Лещево                     | Остров Валаам        | Озеро Ладожское     | Россия    | 0.27          | 61°21′35″ с. ш. 30°55′58″ в. д.  | |
| Озеро Генесерат                  | Озеро Бивер          | Озеро Мичиган       | США       | 2             | 45°35′55″ с. ш. 85°32′23″ з. д.  | |
| Озеро Осьен                      | Остров Аммерен       | Озеро Ревсундссьен  | Швеция    | 0.58          | 62°51′53″ с. ш. 15°10′21″ в. д.  | |
| Озеро Игельвикен                 | Остров Фейрингс      | Озеро Меларен       | Швеция    | 0.47          | 59°21′53″ с. ш. 17°42′13″ в. д.  | |
| Озеро Эндсьен                    | Остров Фресен        | Сторшен             | Швеция    | 0.32          | 63°10′34″ с. ш. 14°34′24″ в. д.  | |
| Озеро Гретьенна                  | Остров Ресвассхолмен | Озеро Рёсватн       | Норвегия  | 0.05          | 65°41′46″ с. ш. 13°59′47″ в. д.  | |
| Безымянное озеро                 | Безымянный остров    | Озеро Чад           | Камерун   |               |                                  | На этом острове есть ещё одно, меньшее озеро. В озере Чад также есть ещё несколько островов, на которых есть озеро.                                                       |
| Озеро Сювяхауд                   | Остров Пийриссаар    | Чудское озеро       | Эстония   |               |                                  | |
| Безымянное озеро                 | Безымянный остров    | Водохранилище Тхаба | Вьетнам   | 0.05          | 21°50′24″ с. ш. 104°58′02″ в. д. | В этом озере есть ещё несколько очень крошечных островков. |

### Озёра на островах в озерах на островах
| Озеро                 | На острове        | В озере             | На острове             | Страна         | Площадь (км2)    | Координаты                       | Примечания                               |
| --------------------- | ----------------- | ------------------- | ---------------------- | -------------- | ---------------- | -------------------------------- | ---------------------------------------- |
| Безымянное озеро      | Безымянный остров | Озеро Неттиллинг    | Остров Баффинова Земля | Канада         | 1.55             | 66°23′15″ с. ш. 69°38′41″ з. д.  |                                          |
| Безымянное озеро      | Остров Гловер     | Озеро Гранд-Лейк    | Остров Ньюфаундленд    | Канада         | 1.40             | 48°48′09″ с. ш. 57°39′41″ з. д.  |                                          |
| Озеро Бассейн Аретузы | Остров Моу Вахо   | Озеро Уанака        | Остров Южный           | Новая Зеландия | 0.05             | 44°33′15″ ю. ш. 169°05′00″ в. д. |                                          |
| Безымянное озеро      | Остров Рахуи      | Озеро Вайкарейти    | Остров Северный        | Новая Зеландия | 0.003            | 38°42′45″ ю. ш. 177°10′22″ в. д. |                                          |
| Безымянное озеро      | Безымянный остров | Юбилейное озеро     | Остров Ньюфаундленд    | Канада         | 0.025            | 48°03′50″ с. ш. 55°10′24″ з. д.  |                                          |
| Безымянное озеро      | Безымянный остров | Озеро Мельнортраск  | Остров Форё            | Швеция         | 0.00006          | 57°55′45″ с. ш. 19°08′29″ в. д.  | Очень маленький.                         |
| Безымянное озеро      | Безымянный остров | Безымянное озеро    | Остров Баффина         | Канада         | Очень маленький. | 70°41′14″ с. ш. 80°34′18″ з. д.  |                                          |
| Молемоле              | Моту’али          | Моту Си’и           | Ниуф’оу                | Тонга          | 0.02             | 15°35′42″ ю. ш. 175°38′57″ з. д. |                                          |
| Безымянное озеро      | Остров Сандей     | Озеро Тингвадлаватн | Остров Исландия        | Исландия       |                  |                                  |                                          |
| Безымянное озеро      | Озеро Гаттер      | Озеро Хейзен        | Остров Элсмир          | Канада         |                  |                                  | Самое северное озеро такого рода в мире. |

### Озёра на островах в озёрах на островах в озёрах
Известно только одно такое озеро.
| Озеро            | На острове        | В озере          | На острове        | В озере       | Страна | Площадь (км2) | Координаты                      | Примечания |
| ---------------- | ----------------- | ---------------- | ----------------- | ------------- | ------ | ------------- | ------------------------------- | --- |
| Безымянное озеро | Безымянный остров | Безымянное озеро | Безымянный остров | Озеро Яткайед | Канада | 0.013         | 62°39′05″ с. ш. 97°47′11″ з. д. | Ещё в этом озере есть остров, что делает его единственным подобным островом в мире, который был обнаружен до сих пор. |